# Puntarrón Chico

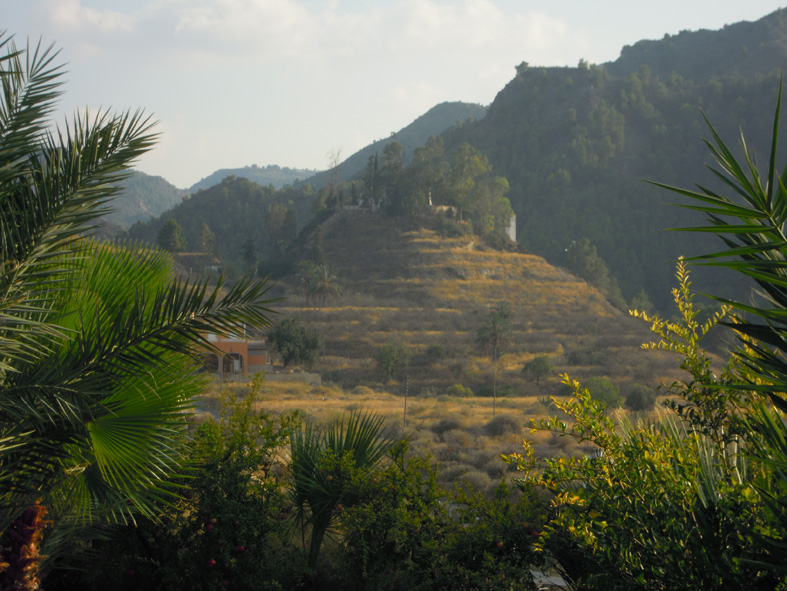
El Puntarrón Chico, lugar del asentamiento

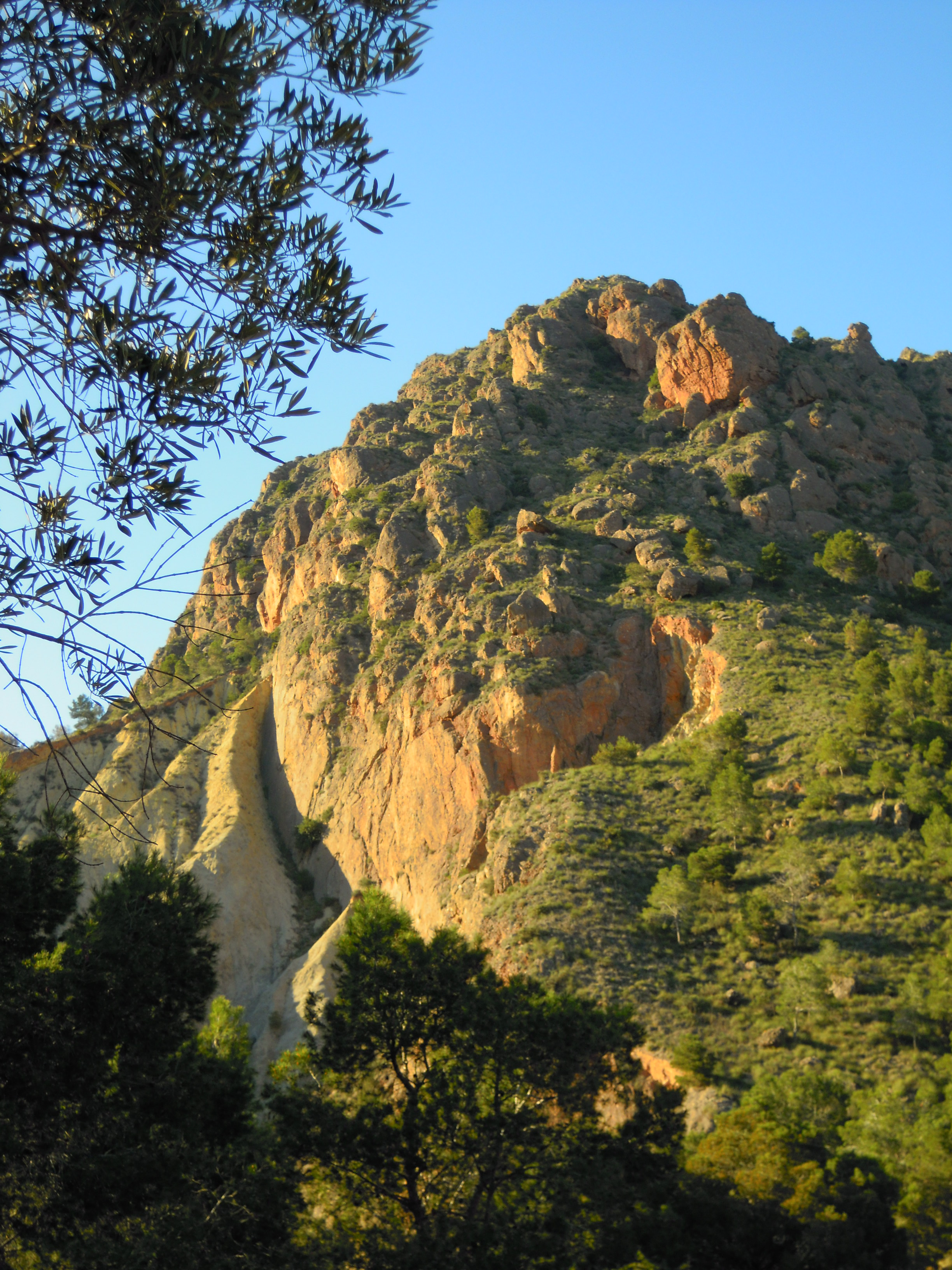
Vista del Puntarrón

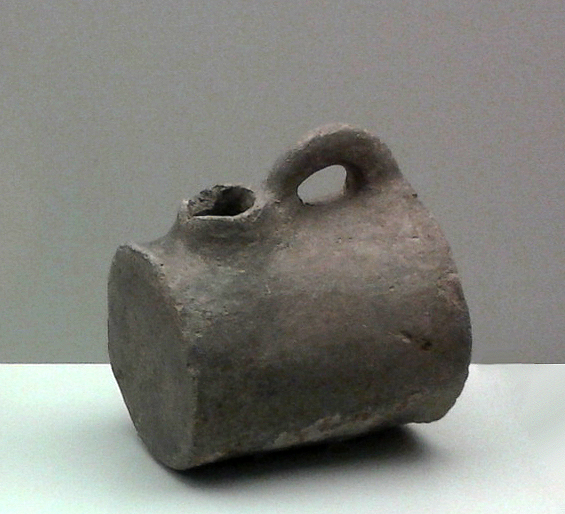
Botijo Argárico de Beniaján

El Puntarrón Chico es un cerro cónico y abancalado situado en España, concretamente a las afueras del núcleo urbano de Beniaján (Región de Murcia), rodeado por el cauce de una rambla justo en la entrada del llamado Puerto del Garruchal, en la comarca de la Cordillera Sur. Recibe su nombre del gran pico del Puntarrón, imponente y majestuoso cabezo de piedra rojiza que se eleva junto a él hasta los 380 metros de altura y en cuya cima los musulmanes instalarían una guarnición para controlar este paso entre el Valle del Segura, el Campo de Cartagena y la Comarca del Mar Menor. Ambos montículos, el Puntarrón Grande y el Puntarrón Chico, integrados en la Sierra de Cañisola, han constituido desde siempre unos relieves emblemáticos, casi mágicos, para todos los beniajanenses.
Desde 1992, el cerro se engloba dentro del parque regional de El Valle y Carrascoy, por lo que cuenta además con unas medidas especiales de protección medioambiental.
Desde el 11 de febrero de 2021 el Puntarrón Chico está declarado BIC por su gran valor arqueológico.

## Poblado argárico
La estratégica situación del Puntarrón Chico, en la que también destaca la existencia de un manantial documentado desde época romana y que hoy se conoce como "Mina del Agua", favoreció el asentamiento de los primeros pobladores de la zona, siendo éste el principal motivo por el que ha alcanzado fama. Aquí se erigió un importante poblado perteneciente a la cultura argárica (Edad del Bronce), una de las sociedades de mayor relevancia en la Europa del III y II milenios a. C.
En 1961 los propietarios del Puntarrón Chico decidieron aprovechar el abancalamiento del cerro para plantar frutales en sus laderas. Fue entonces cuando se hallaron los primeros restos del poblado, hasta entonces desconocido, cuya explotación arqueológica acabaría ofreciendo una rica y valiosa información sobre el modo de vida argárico. Este de Beniaján es un asentamiento prototípico, además de uno de los más importantes de toda la zona argárica. Se rescataron muchos de los hogares, los cuales aún permanecen en el lugar, pero los principales hallazgos fueron depositados en el Museo de Arqueología de Murcia, donde pueden ser contemplados: numerosas piezas de cerámica, cuchillos de sílex, punzones de hueso, brazaletes, sortijas, alabardas de cobre y bronce, e incluso enterramientos tanto en cista como en tinaja.
Las dos únicas campañas arqueológicas desarrolladas en la zona, que tuvieron lugar en los años inmediatos al descubrimiento, ya mostraron evidencias de que el tamaño del poblado superaba el ámbito del Puntarrón Chico y probablemente se extendiera por toda la ladera del monte denominado "Picacho", llegando incluso hasta la parte alta del actual casco urbano de Beniaján. Estas suposiciones, al no haber sido el lugar objeto de nuevas campañas, no han podido ser constatadas y documentadas hasta la fecha.

### El primer botijo
Uno de los hallazgos más singulares del yacimiento es un ejemplar de botijo considerado como el más antiguo aparecido en la península ibérica. Se trata de una pieza esencial en la historiografía de la cerámica, formada por un depósito cilíndrico cerrado, con un solo orificio de 2 cm y asa colocada en la parte superior; las medidas del botijo son 11x9,5 cm, exponiéndose actualmente en el citado museo.